# Alasdair MacIntyre
Alasdair Chalmers MacIntyre, född 12 januari 1929 i Glasgow, Skottland, död 21 maj 2025 i South Bend, Indiana, var en skotsk-amerikansk filosof som gjort uppmärksammade bidrag till dygdetiken och politisk teori, men även är känd för sina bidrag till filosofins historia och teologi.

## Biografi
Alasdair MacIntyre studerade vid University of London, och har en masterexamen från University of Manchester, där han började undervisa 1951. Efter att ha haft tjänst vid flera brittiska universitet, flyttade han 1969 till USA, där han har haft ett flertal poster vid många universitet, och varit gästföreläsare vid Yale University och Princeton University. Vidare har han varit ordförande för  American Philosophical Association. Han är numera professor emeritus vid University of Notre Dame och Duke University. 2005 invaldes han i American Philosophical Society.

## Filosofi
I sin filosofiska metod har MacIntyre låtit sig påverkas av narratologin, och använder berättandet som verktyg när han utreder etik, vetenskapshistoria, Aristoteles, R.G. Collingwood och Thomas av Aquino. Detta har bidragit till att öka hans popularitet, även utanför den sedvanliga läsekretsen som filosofer har.
MacIntyre räknas som en av samtidens främsta filosofer inom dygdetiken. Till skillnad från många samtida dygdetiker, fokuserar inte MacIntyre primärt på enskilda etiska frågor, som abort, homosexuellas rättigheter, utan främst på de större moraliska sammanhangen. Han har sagt att etikerna före upplysningen ofta visade större moralisk insikt, än de senare, en åsikt han delar med bland andra Simon Blackburn, Bernard Williams, och Martha Nussbaum.
Han räknas till de så kallade kommunitarianerna, som menar i Artistoteles efterföljd att människan av naturen är en samhällsvarelse, och att detta samhälle är en gemenskap som hon föds in i. I boken After Virtue för han fram åsikten att 1600- och 1700-talens projekt att skilja på begrepp som det moraliska, det teologiska, det estetiska och det legala var ett misslyckande. Detta anser han ha lett till att det moderna moraliska språket befinner sig i en sorts oreda, vilket leder till att det blir omöjligt att säkra moralisk konsensus. För att bilda sig en uppfattning om vad som är dygdigt beteende eller vad som är rättvist krävs dock enligt MacIntyre en medvetenhet om att dessa saker är historiskt inbäddade i särskilda gemenskaper.
Han har samarbetat med bland andra Paul Ricœur i boken The Religious Significance of Atheism (1969), och med Stephen Toulmin i Metaphysical Beliefs, Three Essays (1957).